# العبل (الدوادمي)
العبل، هي قرية من فئة (ب) تقع في محافظة الدوادمي، والتابعة لمنطقة الرياض في السعودية. وتبعد العبل عن محافظة الدوادمي بمسافة تقارب (95) كم.